# Manic Miner
Manic Miner ist ein Computerspiel aus dem Jahr 1983. Das Jump-’n’-Run-Spiel wurde vom Programmierer Matthew Smith für den Heimcomputer ZX Spectrum entwickelt und vom Publisher Bug-Byte veröffentlicht. Mit Jet Set Willy erschien 1984 ein ebenfalls von Smith programmiertes Nachfolgespiel.

## Handlung
Der Bergmann Willy entdeckt ein unterirdisches Höhlensystem, das einst von einer fortgeschrittenen, mittlerweile aber ausgestorbenen Zivilisation genutzt wurde. Willy beschließt, die im Höhlensystem reichlich vorhandenen Erze zu sammeln, wobei er sich vor von der ausgestorbenen Zivilisation hinterlassenen Wächterautomaten in Acht nehmen muss.

## Spielprinzip und Technik
Das Spiel besteht aus 20 Levels, in denen die Spielfigur Willy jeweils mehrere blinkende Schlüssel einsammeln muss, bevor der Sauerstoff in diesem Level ausgeht. Sobald alle Schlüssel eines Levels eingesammelt sind, muss die Spielfigur zu einer blinkenden Tür geführt werden, durch die man zum nächsten Level kommt. Im Weg stehen Miner Willy bewegliche Feinde wie krabbelnde Spinnen, hüpfende Kängurus und Pinguine, Roboter, Monster und auf- und zuklappende Klodeckel. Das Spiel ist beendet, wenn Willy drei Mal einen dieser Feinde berührt hat oder aus größerer Höhe heruntergefallen ist. Die Level sind wie folgt benannt:
1. Central Cavern (auf Deutsch etwa „Zentrale Höhle“)
2. The Cold Room („Der kalte Raum“)
3. The Menagerie („Die Tierschau“)
4. Abandoned Uranium Workings („Verwaister Atommeiler“)
5. Eugene’s Lair („Das Lager des Eugene“)
6. Processing Plant („Fabrik“)
7. The Vat („Das Fass“)
8. Miner Willy meets the Kong Beast („Miner Willy trifft das Kong-Biest“, eine Anspielung auf Donkey Kong)
9. Wacky Amoebatrons („Verrückte Amöben“)
10. The Endorian Forest („Der Wald von Endor“ – ein Eigenname aus Star Wars)
11. Attack of the Mutant Telephones („Angriff der Mutanten-Telefone“)
12. Return of the Alien Kong Beast („Rückkehr des außerirdischen Kong-Biestes“)
13. Ore Refinery („Erzraffinerie“)
14. Skylab Landing Bay („Landeplatz des Skylab“)
15. The Bank („Die Bank“)
16. The Sixteenth Cavern („Die 16. Höhle“)
17. The Warehouse („Das Warenhaus“)
18. Amoebatrons' Revenge („Rache der Amöben“)
19. Solar Power Generator („Solarstromgenerator“)
20. The Final Barrier („Die letzte Hürde“)

Als Hintergrundmusik wählte Smith das klassische Musikstück In der Halle des Bergkönigs von Edvard Grieg, eine häufig interpretierte Komposition aus dem 19. Jahrhundert.

## Entwicklungs- und Veröffentlichungsgeschichte
Der Brite Matthew Smith programmierte Manic Miner als 17-Jähriger innerhalb von nur sechs Wochen.
Als ein ehemaliger Bug-Byte-Angestellter im Dezember 1983 die Firma verließ, das Entwicklerstudio Software Projects gründete und Manic-Miner-Programmierer Smith zur neuen Firma wechselte, gingen die Veröffentlichungsrechte von Bug-Byte auf Software Projects über.

## Rezeption
Das Original für den Sinclair ZX Spectrum wurde positiv aufgenommen. Spielidee, Grafik und Sound seien ausgezeichnet. Auf dem Amiga wurde das Original für den C64 nochmals veröffentlicht und wirkte veraltet. Eine optisch verbesserte Variante hatte mit technischen Problemen zu kämpfen. Die Kollisionsabfrage funktionierte nicht richtig und der Bildausschnitt ist im Vergleich zum Original stark verkleinert. Das 7 Jahre alte Spielprinzip konnte nicht mit aktuellen Titeln mithalten. Der Kauf der  Wiederveröffentlichung sei schwer zu rechtfertigen.

### Auszeichnungen
- 1983: Golden Joystick Awards: Best Arcade-Style Game of the Year[5]